# Dutch Open 1965
Die Dutch Open 1965 im Badminton fanden am 13. und 14. Februar 1965 in der Duinwijckhal in Haarlem statt.

## Finalergebnisse
| Disziplin    | Sieger                      | Finalist                 | Ergebnis          |
| ------------ | --------------------------- | ------------------------ | ----------------- |
| Herreneinzel | Tom Bacher                  | Bendt Rose               | 15-17, 15-9, 15-8 |
| Dameneinzel  | Angela Bairstow             | Muriel Ferguson          | 11-6, 11-1        |
| Herrendoppel | Ole Mertz Klaus Kaagaard    | Tony Jordan Colin Beacom | 15-4, 15-7        |
| Damendoppel  | Angela Bairstow Anita Price | Bente Flindt Anne Flindt | 15-5, 15-11       |
| Mixed        | Tony Jordan Angela Bairstow | John Havers Anita Price  | 15-4, 18-14       |